# Йоганн Фрідріх Меккель молодший
Йоганн Фрідріх Меккель молодший (нім. Johann Friedrich Meckel der Jüngere; 17 жовтня 1781 — 31 жовтня 1833) — німецький анатом. Працював професором анатомії, патології та зоології в Університеті Галле.

## Біографія
У 1802 році він отримав ступінь доктора медицини в університеті Галле. Його вчителями були Курт Шпренгель (1766—1833) і Йоганн Крістіан Райль (1759—1813). Потім Меккель продовжив навчання у Вюрцбурзі, Відні та Парижі. У Парижі він допомагав зоологу Жоржу Кюв'є (1769—1832) у систематичному аналізі анатомічних і зоотомічних зразків. У 1810 році він закінчив переклад п'ятитомного Leçons d'anatomie Comparée Кюв'є з французької на німецьку мову.
У 1808 році він став повним професором нормальної та патологічної анатомії, хірургії та акушерства в університеті Галле, замінивши Юстуса Крістіана Лодера (1753—1832). З 1826 по 1833 рік був редактором Archiv für Anatomie und Physiologie. У 1829 році обраний іноземним членом Шведської королівської академії наук.
Меккель прийняв еволюційні переконання натураліста Жана-Батиста Ламарка (1744—1829). Він був піонером науки про тератологію, зокрема вивчення вроджених вад і аномалій, що виникають під час ембріонального розвитку. Він вважав, що аномальний розвиток відповідає тим же природним законам, що й нормальний розвиток. Спільно з французьким ембріологом Етьєном Серресом (1786—1868) названо «закон Меккеля — Серреса», визначений як теорія паралелізму між стадіями онтогенезу та стадіями об'єднуючої моделі в органічному світі («scala naturae»).

## Епоніми[7]
Його іменем названо такі однойменні терміни:
- Дивертикул Меккеля — викид клубової кишки, частини тонкої кишки, виявляється приблизно у 2 % населення.
- Меккелів хрящ — хрящова пластина, з якої утворена нижня щелепа. Описаний у 1820 році.
- На його честь також названо синдром Меккеля. Цей стан було описано в 1822 році.
- На його честь названий білок — меклін, ген якого знаходиться в 8-й хромосомі (8q21.3-q22.1).
- Передбачуваний закон Меккеля — Серреса рекапітуляції в ембріології.

## Родина
Його діда також звали «Йоганн Фрідріх Меккель». Щоб уникнути плутанини, його часто називають Йоганном Фрідріхом Меккелем старшим. Старший Меккель також був професором анатомії, і деякі анатомічні структури теж названі на його честь.
Його батько, Філіп Фрідріх Теодор Меккель (1755—1803), також був анатомом.
Його брат, Август Альбрехт Меккель (1789—1829), практикував юридичну медицину та досліджував анатомію птахів, але передчасно помер від туберкульозу.
Син Августа — Йоганн Генріх Меккель (1821—1856) — був професором патологічної анатомії в Берлінському університеті, працював у Шаріте. Після його смерті від легеневої хвороби його посаду зайняв Рудольф Вірхов.